# Кров Поета
«Кров Поета» (фр. Le Sang d'un poète) — дебютний авангардний кінофільм французького режисера Жана Кокто, що став першою частиною трилогії про Орфея.

## Сюжет
Сюжет стрічки складається з трьох частин:

1) Майстерня Художника. Він пише портрет, який несподівано оживає. Точніше, не увесь портрет, а лише губи. Художник такий приголомшений, що намагається негайно стерти зроблене. Проте рот стрибає йому на руку, а після перекочовує на губи статуї. За наказом статуї, що несподівано ожила, скульптор проходить крізь дзеркало і здійснює дивну подорож в невідомому вимірі. Художник і статуя починають підглядати в замкові щілини, роздивляючись курців опіуму і ігри гермафродитів…
3) Жива картина: жінка-статуя, ліра, голова бика, географічна карта… Це «звернення» до Елевсіна і його загадок, ритуал яких завжди вражав Поета.

## В ролях
| Актор              | Роль         |
| ------------------ | ------------ |
| Енріке Рівейро     | Поет         |
| Елізабет Лі Міллер | статуя       |
| Фераль Бенга       | чорний ангел |
| Полін Картон       |              |
| Жан Деборд         |              |